# Gerunung
Gerunung is een bestuurslaag in het regentschap Centraal-Lombok van de provincie West-Nusa Tenggara, Indonesië. Gerunung telt 4916 inwoners (volkstelling 2010).